# Bolbaffer princeps
Bolbaffer princeps är en skalbaggsart som beskrevs av Hermann Julius Kolbe 1894. Bolbaffer princeps ingår i släktet Bolbaffer och familjen Bolboceratidae. Inga underarter finns listade.